# Joakim Ulrik von Düben
Joakim Ulrik von Düben, född 1 maj 1797 i Stockholm, död 30 juni 1843 i Marielund, var en svensk friherre och godsägare. 

## Biografi
Joakim Ulrik von Düben var son till hovmarskalken och envoyén Henrik Jakob von Düben och Gustava Charlotta von Düben. Vidare var han bror till den landsflyktsdömde friherren Anders Gustaf von Düben.
von Düben var ledamot i Kungliga Vitterhetsakademien. von Düben var medlem av Uppsala läns kungliga hushållningssällskap.
von Düben gifte sig med Antoinetta Sture, dotter till översten, friherre Sten Sture, och Charlotta Florentina Beata Ingelotz.  Makarna fick tre barn, däribland Lovisa Carolina, gift 1848 på Marielund med politikern, donatorn och filantropen Johan Oskar Ekman.
von Dübens barnbarnsbarn var Nils och Shering Wachtmeister.

## Galleri

Joakim Ulrik von Dübens dotter Charlotta Antoinetta